# フェリーニのアマルコルド
『フェリーニのアマルコルド』（Amarcord）は、フェデリコ・フェリーニ監督による1973年のコメディ・ドラマ映画である。
第47回アカデミー賞外国語映画賞ではイタリア代表として出品され、受賞を果たした。

## あらすじ
イタリアの田舎町の春の夜、15歳の少年チッタは家族と共に「春の訪れを祝う祭り」の輪の中にいる。ガラクタを積み上げ、冬の女神の人形を燃やして歌い踊り騒ぐ、誰にとっても素晴らしい夜だ。夏になると、豪華定期船レックス号が沖合を通り、町中が船団を組んで歓声を上げる。レックス号の勇姿はイタリアの誇りであり、町の人々にとっても誇りである。
この当時のイタリアは、全土にムッソリーニのファシズム旋風が吹き荒れていて、少しでも反抗的な態度をとると、たちまちファシスト本部に連行され拷問を受ける。チッタの父も、事件の容疑者として疑われ、拷問を受けた。
秋になると、精神病院に入院しているおじさんが外出許可を得たので、それに同行するが、やはり奇行が目立って再び病院に連れ戻される。大きな木に登り「女が欲しい」と叫ぶおじさんの姿を見て、誰しも欲望は同じはずなのに叶わない願い、そこに切なさと割り切れないものを感じる。
そんなチッタには大人の女性、グラディスカという憧れの女性がいたが、全く相手にされない。
冬には記録的な大雪が降り、一羽の孔雀が雪上に見事な羽根を広げて見せたが、孔雀は不幸の前兆と言われ、その冬、チッタの母が病気でこの世を去る。そしてまた春、町中の人々に祝福されてグラディスカの結婚式が行われる。チッタは最も大切な二人の女性を失い、生涯忘れ得ぬ一年になった。
そんな体験を経て、少年チッタは少しずつ大人の階段を昇り始めている。

## キャスト
| 役名         | 俳優                       | 日本語吹替                                                                                |
| 役名         | 俳優                       | フジテレビ版                                                                              |
| ------------ | -------------------------- | ----------------------------------------------------------------------------------------- |
| チッタ       | ブルーノ・ザニン           | 三ツ矢雄二                                                                                |
| チッタの父   | アルマンド・ブランチャ     | 八奈見乗児                                                                                |
| チッタの母   | プペラ・マッジオ           | 高村章子                                                                                  |
| チッタの祖父 | ジュセッペ・イアニグロ     | 千葉順二                                                                                  |
| ラロ         | ナンド・オルフェイ         | 増岡弘                                                                                    |
| テオ         | チュチョ・イングラシア     | 平林尚三                                                                                  |
| オリバ       | ステファノ・プロイエッティ | 筒井たか子                                                                                |
| ジーナ       | ドナテッラ・ガンビーニ     | 加川三起                                                                                  |
| グラディスカ | マガリ・ノエル             | 沢田敏子                                                                                  |
| 弁護士       | ルイジ・ロッシ             | 寺島幹夫                                                                                  |
| ボルピナ     | ジョジアン・タンフィッリ   | 横尾まり                                                                                  |
| 不明 その他  |                            | 広瀬正志 西村知道 鈴置洋孝 吉田理保子 小出和明 清川元夢 藤城裕士 巴菁子 西川幾雄 亀井三郎 |
|              |                            |                                                                                           |
| 演出         | 演出                       | 小山悟 伊達渉                                                                             |
| 翻訳         | 翻訳                       | 平田勝茂                                                                                  |
| 効果         | 効果                       | 芦田公雄 小島仁                                                                           |
| 調整         | 調整                       | 横路正信                                                                                  |
| 制作         | 制作                       | 東北新社                                                                                  |
| 解説         |                            |                                                                                           |
| 初回放送     | 初回放送                   | 1979年7月7日 『夜のロードショウ』 25:10-27:00                                             |

## 受賞とノミネート
| 賞・映画祭                   | 部門         | 対象                                       | 結果       |
| 1974年度                     | 1974年度     | 1974年度                                   | 1974年度   |
| ---------------------------- | ------------ | ------------------------------------------ | ---------- |
| アカデミー賞                 | 外国語映画賞 | 『フェリーニのアマルコルド』（ イタリア）  | 受賞       |
| ゴールデングローブ賞         | 外国語映画賞 | 『フェリーニのアマルコルド』（ イタリア）  | ノミネート |
| ニューヨーク映画批評家協会賞 | 作品賞       | 『フェリーニのアマルコルド』               | 受賞       |
| ニューヨーク映画批評家協会賞 | 監督賞       | フェデリコ・フェリーニ                     | 受賞       |
| 1975年度                     |              |                                            |            |
| アカデミー賞                 | 監督賞       | フェデリコ・フェリーニ                     | ノミネート |
| アカデミー賞                 | 脚本賞       | フェデリコ・フェリーニ、トニーノ・グエッラ | ノミネート |

### 日本語訳
- トニーノ・グエーラと共著『アマルコルド』千種堅訳、早川書房、1974年